# 伊藤道学
伊藤 道学（いとう どうがく、1899年（明治32年）-没年不明）は、東京都練馬区大泉出身の日本の曹洞宗の僧侶、宗教社会学者。
神奈川県中郡二宮町曹洞宗大応寺住職を務め、駒澤大学の設立に携わった。親族は同町の曹洞宗珠泉院ほか。

## 著書
- 『一般社会学: 社会学の基礎理論篇』（1950年）
- 『経済と宗教の社会学』（1950年）
- 『産業社会学の体系』（宏文堂書店 1969年6月）
- 『社会・経済入門』（学文社 1971年）
- 『道了尊帝都御巡錫記』（最乗寺、1986年）

### 論文
- 伊藤道學「宗教制度の關係形態 : 宗教法秩序論序説」『駒沢大学仏教学会年報』第6巻第1号、駒澤大学、1935年、1-39頁、NAID 110007014760。
- 伊藤道学「宗教制度の関係形態」『駒沢大学仏教学会年報』第6巻第1号、駒澤大学仏教学会、1935年11月、1頁、NAID 120006610929。
- 伊藤道学「宗教的行動とその警察」『駒沢大学仏教学会年報』第7巻第1号、駒澤大学仏教学会、1936年12月、33頁、NAID 120006610950。
- 伊藤道学「宗教社会学について」『駒沢大学実践宗乗研究会年報』第6号、駒澤大学実践宗乗研究会、1938年3月、53頁、NAID 120006611927。
- 伊藤道学「新法による宗教法人の制度」『駒澤大学人文学会年報』第7号、駒澤大学人文学会、1940年3月、65頁、NAID 120006612483。
- 伊藤道学「皇国宗教の原理」『駒澤大學學報』第11号、駒澤大学仏教学会、1941年10月、477頁、NAID 120006611004。
- 伊藤道学「法の性格――マルクス学説と法社会学説との対照――」『國士舘法學』第3号、国士舘大学法学会、1971年、ISSN 0286-8911、NAID 120005960668。
- 伊藤道学「フランス法における経済自由権の諸問題」『比較法制研究』第1号、國士舘大學比較法制研究所、1976年、ISSN 0385-8030、NAID 120005959321。
- 伊藤道学「社会科学一般の可能の問題――ガイタン・ピルーの哲学とその経済科学――」『國士舘法學』第10号、国士舘大学法学会、1978年、ISSN 0286-8911、NAID 120005960616。

### 相関
- 清和源氏